# Autostrada A1 (Rumunia)
Autostrada A1 w Rumunii to 372 km odcinek autostrady, łączący stolicę kraju, Bukareszt z miastem Pitești, Sybin z Devą oraz Timișoara z Arad i granicą z Węgrami, gdzie przechodzi w autostradę M43. Pierwszy odcinek autostrady powstał w latach 60. XX wieku, w czasach rządów Gheorghe Gheorghiu-Deja. Drogę zmodernizowano w roku 2000.

## Odcinki funkcjonalne

### Odcinek Bukareszt – Pitești
Odcinek między Bukaresztem a Pitești o długości 109,6 km został otwarty w 1973 roku.

### Obwodnica Pitești
Obwodnica Pitești o długości 13,6 km została oddana do użytku 19 listopada 2007 roku.

### Obwodnica Sybin
Obwodnica Sybina o długości 17,5 km została otwarta 1 grudnia 2010 roku.

### Odcinek Timișoara – Arad
Odcinek między Timișoarą a Aradem o długości 44,5 km został otwarty 17 grudnia 2011 roku.

### Odcinek Deva – Simeria
Odcinek między Devą a Simerią o długości 15,4 km został otwarty 21 grudnia 2012 roku.

### Odcinek Simeria – Orăștie
Odcinek między Simerią a Orăștie o długości 17,4 km został otwarty 30 maja 2013 roku.

### Odcinek Sybin – Orăștie
Odcinek między Sibiu a Orăștie o łącznej długości 82 km został otwarty w dwóch etapach: segmenty 1, 2 i 4 (59,9 km) 19 grudnia 2013 roku oraz segment 3 (22,1 km) 14 listopada 2014 roku.

### Odcinek Lugoj – Deva
Odcinek między Lugoj a Devą o łącznej długości 76,7 km został otwarty w kilku etapach: segment 1 (17,4 km) 23 grudnia 2013 roku, część segmentu 2 (15,2 km) 6 marca 2017 roku, segment 4 (22,13 km) 14 sierpnia 2019 roku oraz segment 3 (21 km) 23 grudnia 2019 roku.

### Odcinek Arad – Nădlac
Odcinek między Aradem a Nădlac o łącznej długości 38,8 km został otwarty w dwóch etapach: segment 1 i część segmentu 2 (28,5 km) 19 grudnia 2014 roku oraz pozostała część segmentu 2 (10,3 km) 11 lipca 2015 roku.

### Odcinek Timișoara – Lugoj
Odcinek między Timișoarą a Lugoj o łącznej długości 35,1 km został otwarty w dwóch etapach: segment 1 (9,5 km) 23 października 2012 roku oraz segment 2 (25,6 km) 23 grudnia 2015 roku.

### Odcinek Sybin – Boița (część trasy Pitești – Sybin)
Odcinek między Sibiu a Boița o długości 13,1 km został otwarty 15 grudnia 2022 roku.

### Odcinek Pitești – Curtea de Argeș (część trasy Pitești – Sybin)
Odcinek między Pitești a Curtea de Argeș o długości 15,77 km został otwarty 13 grudnia 2024 roku.

## Trasy europejskie
Droga od węzła Pitești-occident do Bukaresztu jest częścią trasy europejskiej E81.